# Живая мишень
«Живая мишень» (англ. Human Target) — американский сериал в жанре «боевик», основанный на одноимённом комиксе от DC Comics. Премьера сериала состоялась в США — 17 января 2010 года, на канале Fox, в Канаде транслируется каналом CTV на три дня (1-3 эпизоды на два дня, позже сериал переехал на среду в США, в Канаде по-прежнему идет по воскресеньям) раньше американского показа.
Это второй сериал, основанный на комиксе «Живая Мишень» — первый был выпущен в 1992-м году, но эти сериалы не имеют ничего общего, кроме главного героя и места его работы.
В мае 2011 года руководство канала FOX сообщило о закрытии сериала.

## Сюжет
Его зовут Кристофер Ченс и самое важное для него — спасти жизнь своего клиента. Когда угрозу убийства невозможно предотвратить по-другому, Ченс полностью становится ходячей мишенью для убийцы, вживаясь в роль клиента. К примеру, если начальнику корпорации угрожает уволенный подчиненный, Ченс становится аудитором корпорации. А если президента банка известили о намечающейся краже, Ченс станет банковским служащим. В таком сложном деле Кристоферу не обойтись без помощи, а помогают ему его бизнес-партнер Уинстон и фрилансер Герреро. В каждом деле Кристофер подставляет свою жизнь опасности, пытаясь спасти клиента. Во время каждого дела нам понемногу расскажут и о самом Ченсе. Кто он? Что заставляет его каждый раз рисковать собственной шкурой?

## В ролях

### Главные герои
- Марк Вэлли — Кристофер Ченс, главный герой, в прошлом профессиональный наёмный убийца по кличке Младший. Взял имя давнего знакомого после дела Кэтрин Уолтерс. Очень добрый и высоконравственный человек.
- Чи Макбрайд — Лаверн Уинстон, компаньон Ченса, в прошлом полицейский детектив, познакомился с Ченсом в связи с делом Кэтрин Уолтерс.
- Джеки Эрл Хейли — Герреро, наёмник и рэкетир, друг Ченса и Лаверна. Самый опасный и таинственный член команды, регулярно меняет настоящее имя. Есть маленький сын, который для него очень важен (В конце 2-го сезона мы слышим — «мой малыш для меня всё»). Отличный хакер.
- Индира Варма — Илса Пуччи, начальница, компаньон и спонсор Уинстона и Ченса со второго сезона. Многие серии 2-го сезона основаны на тайне смерти её мужа Маршалла.
- Джанет Монтгомери — Эймс, талантливая воровка, присоединяется к команде во втором сезоне, с перерывами. Очень комична и болтлива, чем весьма достаёт Герреро.

### Эпизодические персонажи
- Ленни Джеймс — Баптист, наемный убийца, работает на бывшего босса Ченса (3 серии).
- Арманд Ассанте — Старик, профессиональный наёмный убийца, наставник и бывший босс Ченса (2 серии).
- Эммануэль Вогье — Эмма Барнс, агент ФБР, помогает Ченсу (2 серии).
- Отем Ризер — Лайла, компьютерный техник. Участвует в 2-х сериях, в первой вскользь, во второй — как член команды.

### Приглашённые актёры
| - Триша Хелфер — Стэфани («Пилотная серия») - Марк Мозес — Холлис («Пилотная серия») - Дэнни Гловер — Клиент («Пилотная серия») - Алессандро Юлиани — Тэннант («Перемотка») - Шон Маэр — Аарон Купер («Переполох в посольстве») - Уильям Мэйпотер — Сэм Фишер («Святилище») - Леман, Кристин — Элисон («Погоня») - Крис Малки — Детектив Джэнкинс («Погоня») - Уильям Дэвис — Уайти Дойл («Погоня») - Кевин Уайзман — Мартин Глисон («Западня») - Митч Пиледжи — Леонард Криз («Западня») | - Ким Коутс — Бертрам («Спасение и Рекламация») - Грэйс Пак — Ева Кох («Секундант») - Питер Уингфилд — Прентисс («Секундант») - Тай Олссон — Джон Дюк («Танарак») - Мун Бладгуд — Джессика Шоу («Танарак») - Кристина Коул — Виктория («Виктория») - Маккензи Грэй — Темплтон («Виктория») - Эми Экер — Кэтрин Уолтерс («Кристофер Ченс») - Тимоти Омандсон — Следователь («Кристофер Ченс») |